# Helina erinaceiventra
Helina erinaceiventra är en tvåvingeart som beskrevs av Xue och Chen 1990. Helina erinaceiventra ingår i släktet Helina och familjen husflugor. Inga underarter finns listade i Catalogue of Life.